# 병영국가
병영국가(兵營國家, 영어: The Garrison State)는 모든 국가정책의 추진에 있어 군사적 관점이 가장 우월한 국가이다. 미국의 정치학자 해럴드 라스웰이 1941년에 명명한 개념이다. 모든 근대국가는 그 본질이 폭력의 합법적 독점에 있다는 막스 베버의 주장이 함의하듯 군대는 어느 국가에게나 중요한 존재이나, 그 정도가 심해져 "폭력을 전문으로 행사하는 자"가 주된 정치 엘리트를 형성하게 되면 병영국가가 된다.

## 같이 보기
- 군국주의